# Need for Speed: Nitro
Need for Speed: Nitro (рус. Жажда скорости: Нитро) — видеоигра в жанре аркадных автогонок, изданная компанией Electronic Arts для игровых платформ Wii и Nintendo DS в 2009 году. Это первое ответвление серии Need for Speed, а также первая и единственная часть серии, выпущенная эксклюзивно для игровых систем компании Nintendo.
Игра представляет собой аркадные гонки с несколькими режимами, полицейскими преследованиями, автомобилями от известных мировых производителей и возможностями их тюнинга и стайлинга. В Need for Speed: Nitro также представлен многопользовательский вариант на 12 игроков по сети. В аркаде присутствуют различные особенности, нововведения и отличный от других игр серии визуальный стиль.
Об этой игре было объявлено в январе в рамках анонса трех игр, включая Need for Speed: Shift и Need for Speed: World. Игра была разработана EA Montreal, у которой уже есть опыт работы с играми для Nintendo, хотя версия для DS была разработана отдельно студией Firebrand Games во Флориде.
Проект разрабатывался студиями EA Montreal для Wii и Firebrand Games для DS параллельно с Need for Speed: Shift от Slightly Mad Studios. Создатели решили сделать спин-офф серии Need for Speed, предназначенный для широкой аудитории. Игра получила в основном положительные отзывы игровой прессы. Обозреватели хвалили аркаду за игровой процесс и визуальный стиль, но в то же время разделились во мнениях насчёт гонок и управления автомобилями. В 2010 году был выпущен ре-релиз — Need for Speed: Nitro-X для Nintendo DSi, выпущенный на сервисы загрузки цифровой дистрибуции DSiWare совместимой с DSi/XL и 3DS системами. В Need for Speed: Nitro-X были добавлены новшества, такие как полицейские подразделения и автомобили, которых не было ранее, пользовательские настройки в игре с использованием DSi камеры, локальный мультиплеер с участием до 4-х игроков. Это была первая игра в серии, которая была доступна к загрузке только через цифровые магазины.

## Игровой процесс
Первое, что бросается в глаза при запуске Nitro — стилизация. Разработчики делают упор не на реализм, а просто на картинку. Есть режим Own It, позволяющий раскрасить окружающий мир (при условии, что вы лидируете в гонке). «Раскрашивание» заключается в появлении на стенах зданий граффити. Эта игра серии Need for Speed предназначена для казуальной аудитории. Игроки смогут получать дополнительные ускорители в награду за выполнение рискованных манёвров и использовать их с целью изменить ход гонки, однако при этом не стоит забывать о полицейских. Как и в ProStreet, здесь дают очки — за закись, ловкое управление и умелые заезды. В игре присутствуют трассы в реально существующих странах мира, таких как Бразилия, Египет, Испания, Сингапур и Объединённые Арабские Эмираты. В игре есть эстетическая особенность под названием «Own It»; в то время как игрок лидирует, окружающий ландшафт и здания текстурированы цветами его автомобиля, граффити и тегами, и все это можно создать с помощью новой игровой системы настройки автомобиля. Линии на дороге также будут иметь цвет автомобиля. Функция «Приобрести» — это удобный способ указать лидера гонки, а игроки получают дополнительные очки стиля за то, что остаются первыми.

### Режимы
События включают различные режимы, а именно трассы, командные трассы, гонки на выбывание, испытания по дрифту, испытания на скоростные ловушки, испытания на перетаскивание и атаки на время. Режим карьеры позволяет игрокам соревноваться в нескольких кубках и создавать список транспортных средств, а аркадный режим позволяет игрокам сразу же приступить к гонке с настраиваемой сложностью и условиями гонки. Во время гонок полиция будет пытаться блокировать и таранить гонщиков, нанося урон, который снижает максимальную скорость игроков и количество доступного нитрометана. Полиция не участвует в дрэг-рейсинге. В игре есть значки усиления в гонке, которые немедленно восстанавливают повреждения автомобиля или повышают уровень жара полиции ваших противников. Во время гонки игрокам начисляются «очки стиля» за выполнение пауэрслайдов и драфтинга, а нитро со временем перезаряжается. Есть небольшое нитро и мощное нитро, похожее на версию Need for Speed: Hot Pursuit для Wii.

### Элементы управления
Обе версии игры поддерживают несколько схем управления. Версия для Wii поддерживает пять схем управления в четырех конфигурациях периферийных устройств Wii: пульт Wii Remote, пульт Wii Remote и Nunchuk, классический контроллер и контроллер Nintendo GameCube. Две из пяти схем управления включают использование только Wii Remote, в котором одна использует его как руль, а другая держит его в одной руке и поворачивает, чтобы управлять, как в Mini Desktop Racing. Версия для Nintendo DS имеет две схемы управления: одна назначает педали плечевым кнопкам, а другая назначает педали кнопкам на лице.

## Need for Speed: Nitro-X
Обновленная версия игры под названием Need for Speed: Nitro-X была выпущена исключительно в качестве загружаемой игры DSiware для Nintendo DS 15 ноября 2010 года в Северной Америке и 26 ноября в Европе. В нем представлены шесть новых автомобилей, 16 треков, обновленных по сравнению с оригинальной версией, и новый игровой режим под названием «Суперпреследование», в котором игрок играет роль полиции.

## Музыка
Electronic Arts анонсировала 20 октября 2009 года полный саундтрек. Композиции представлены в жанрах: рок, электроника, хип-хоп.
1. Alex Metric — What Now
2. Bloody Beetroots feat. Cool Kids — Awesome
3. Crookers feat. Wiley and Thomas Jules — Business Man
4. Crystal Method feat. LMFAO — Sine Language
5. Danko Jones — Code Of The Road
6. Dizzee Rascal and Armand Van Helden — Bonkers
7. Drumagik — Make It Rock
8. Earl Greyhound — Oye Vaya
9. edIT feat. Wale and Tre' — Freaxxx
10. Evil 9 feat. El-P — All The Cash (Alex Metric Remix)
11. Hollywood Holt — Can’t Stop
12. k-os — FUN!
13. Lady Sovereign — I Got You Dancing
14. Major Lazer feat. Mr.Lexx & Santigold — Hold The Line
15. Matt & Kim — Daylight (Troublemaker Remix)
16. Mickey Factz — Yeah Yeah
17. Pint Shot Riot — Not Thinking Straight
18. Placebo — Breathe Underwater
19. Rise Against — Kotov Syndrome
20. Roots Manuva — Buff Nuff
21. Rye Rye — Hardcore Girls
22. Street Sweeper Social Club — Fight! Smash! Win!
23. Taking Back Sunday — Lonely Lonely
24. The Enemy — No Time For Tears
25. The Gay Blades — O Shot (Dmerit Remix)
26. Two Fingers feat. Sway — Jewels And Gems

## Оценки и мнения
| Сводный рейтинг       | Сводный рейтинг | Сводный рейтинг |
| Издание               | Оценка          | Оценка          |
| Издание               | DS              | Wii             |
| --------------------- | --------------- | --------------- |
| GameRankings          | 71,71 %         | 73,31 %         |
| Game Ratio            | 74 %            | 69 %            |
| Metacritic            | 70/100          | 69/100          |
| MobyRank              | N/A             | 69/100          |
| Иноязычные издания    |                 |                 |
| Издание               | Оценка          | Оценка          |
| Издание               | DS              | Wii             |
| 1UP.com               | N/A             | B-              |
| AllGame               | [ 18 ]          | [ 19 ]          |
| Eurogamer             | N/A             | 5/10            |
| Game Informer         | N/A             | 6,5/10          |
| GamePro               | N/A             | [ 17 ]          |
| GameSpot              | 7/10            | 7/10            |
| GameTrailers          | N/A             | 7,2/10          |
| IGN                   | 6,8/10          | 8/10            |
| Nintendo Power        | N/A             | 7/10            |
| Nintendo World Report | 7/10            | 8/10            |
| ONM                   | N/A             | 80/100          |
| PALGN                 | 6,5/10          | N/A             |
| VideoGamer            | N/A             | 6/10            |
| Русскоязычные издания |                 |                 |
| Издание               | Оценка          | Оценка          |
| Издание               | DS              | Wii             |
| «Страна игр»          | 7,5/10          | 7/10            |

Need for Speed: Nitro получила различные, но в основном положительные отзывы критиков. На сайтах GameRankings и Metacritic соответственно игра получила средний балл 73,31 % и 69/100 для версии на Wii, 71,71 % и 70/100 для версии на DS.
Eurogamer был значительно менее впечатлен, присудив игре 5 баллов из 10, заявив, что «хотя она может изначально показаться недостойной внимания: привлекательная изюминка Nitro быстро превращается в повторяющееся напряжение». Несмотря на это, Eurogamer похвалил новаторское использование изменяющегося внешнего вида уровня в зависимости от машины игрока.
Официальный журнал Nintendo Magazine дал более положительный отзыв, оценив его на 80% и заявив; «Need for Speed: Nitro не делает ничего выдающегося. В ней нет причудливой уловки, которой не было ни в одной другой игре, в ней нет таких визуальных эффектов, которые поразят вас, и она не предлагает выдающийся многопользовательский онлайн-геймплей, в который вы будете играть долгие годы. Играть в нее просто весело, и, сосредоточив внимание на качестве, а не на количестве, EA удалось создать одну из лучших гоночных игр для Wii».